# Eckhard Lesse
Eckhard Lesse (República Democrática Alemana, 1 de diciembre de 1948) fue un atleta alemán especializado en la prueba de maratón, en la que consiguió ser subcampeón europeo en 1974.

## Carrera deportiva
En el Campeonato Europeo de Atletismo de 1974 ganó la medalla de plata en la carrera de maratón, recorriendo los 42,195 km en un tiempo de 2:14:57 segundos, llegando a meta tras el británico Ian Thompson (oro con 2:13:19 segundos) y por delante del belga Gaston Roelants (bronce).